# Verlagsgruppe Engagement
Die Verlagsgruppe Engagement ist eine Arbeits- und Interessensgemeinschaft deutschsprachiger katholischer Verlage, die am 14. September 1971 in der Katholischen Akademie in München gegründet wurde. Einer der Gründe für dieses Vorhaben waren die vom II. Vatikanischen Konzil (1962 bis 1965) ausgelösten Änderungen und Neuorientierungen, die auch für katholische Verlage Auswirkungen mit sich brachten.

## Ziel und Aktivitäten
Zweck und Ziel der Verlagsgruppe ist die Zusammenarbeit gleichgesinnter Verlage zur gegenseitigen Förderung ihrer ideellen und ökonomischen Interessen und der Verbreitung religiös-theologischer Medien.
Dies soll u. a. erreicht werden durch:
- durch die gemeinschaftliche Herausgabe von Verlagswerken (z. B. gemeinsam mit der Verlagsgemeinschaft Topos plus die Topos-Taschenbücher und den Katholischen Erwachsenenkatechismus);
- durch Durchführung und Abstimmung gemeinschaftlicher Werbeaktionen und Vertriebsmaßnahmen;
- durch Erfahrungsaustausch und gemeinsame Aus- und Fortbildung.

## Mitglieder

### Derzeitige Mitglieder
- Beuroner Kunstverlag, Beuron
- Bonifatius Verlag, Paderborn
- Butzon & Bercker, Kevelaer (Gründungsmitglied)
- Don Bosco Medien GmbH, München (Gründungsmitglied)
- Echter Verlag GmbH, Würzburg (Gründungsmitglied)
- EOS Verlag, St. Ottilien
- Verlag Friedrich Pustet KG, Regensburg
- Verlag Neue Stadt, München
- Verlagsgruppe Patmos, Ostfildern
- Verlagsanstalt Tyrolia GmbH, Innsbruck (Gründungsmitglied)
- Vier-Türme-Verlag, Münsterschwarzach

### Ausgeschiedene Mitglieder
- Bernward (Benno-Morus) – Verlag, Hildesheim
- Driewer Verlag (Gründungsmitglied; existiert nicht mehr)
- Verlag J. Pfeiffer GmbH (Gründungsmitglied; existiert nicht mehr)
- Verlag Katholisches Bibelwerk GmbH, Stuttgart (Gründungsmitglied)
- Lahn-Verlag, Limburg/Kevelaer (Gründungsmitglied, seit 2015 Teil von Butzon&Bercker)
- Matthias-Grünewald-Verlag, Mainz/Ostfildern (nunmehr Teil der Verlagsgruppe Patmos, Ostfildern)
- NZN Verlag, Zürich (Gründungsmitglied)
- Verlag Styria, Graz (Gründungsmitglied)
- Paulusverlag, Freiburg (CH) (Gründungsmitglied)